# Agalma okeni
Agalma okeni är en nässeldjursart som beskrevs av Johann Friedrich von Eschscholtz 1825. Agalma okeni ingår i släktet Agalma och familjen Agalmatidae. Inga underarter finns listade i Catalogue of Life.